# هنري هارون هيل
هنري هارون هيل (بالإنجليزية: Henry Aaron Hill) هو كيميائي أمريكي، ولد في 30 مايو 1915 في سانت جوزيف في الولايات المتحدة، وتوفي في 1979.